# Klevtsov-Teleskop

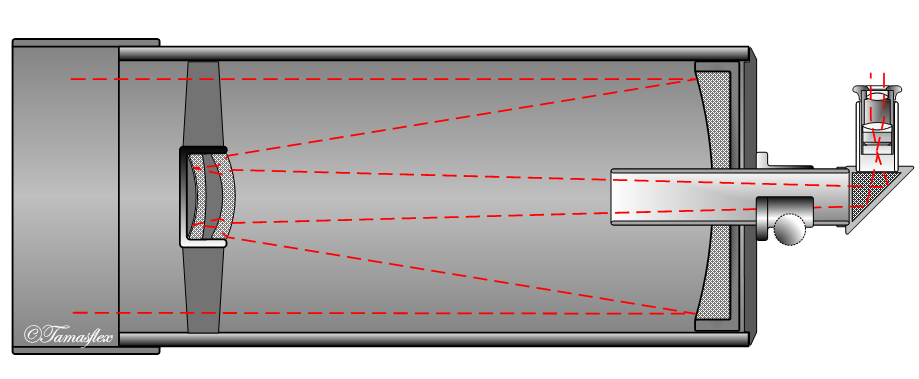
Strahlengang eines Klevtsov-Teleskops

Das Klevtsov-Teleskop ist ein Spiegelteleskop, das von dem Russen Juri A. Klewzow konstruiert wurde. Wie das Maksutov-Teleskop (und ähnlich dem Cassegrain-Teleskop) hat es einen sphärischen Hauptspiegel, der in der Mitte durchbohrt ist. Auch das Klevtsov-Teleskop besitzt eine meniskusförmige Linse, mit der die sphärische Aberration des Hauptspiegels korrigiert wird. Durch die Kombination aus Linsen und Spiegeln handelt es sich um ein katadioptrisches System.
Im Gegensatz zum Maksutov- und dem Schmidt-Cassegrain-Teleskop ist das Klevtsov-Teleskop jedoch vorn offen (wie ein Newton-Teleskop): Das optische Korrektionselement befindet sich nicht an der vorderen Tubusöffnung, sondern ist auf der Innenseite des Sekundärspiegels montiert. Der Sekundärspiegel ist als Mangin-Fangspiegel ausgeführt. Die Korrektionslinse hat den gleichen Durchmesser wie der Sekundärspiegel und ist somit deutlich kleiner als in einem Maksutov-Teleskop. 
Der Strahlengang läuft vom Hauptspiegel durch die Korrektionslinse zur Mangin-Fangspiegel, an dessen Rückseite das Licht reflektiert wird. Die Strahlen treten aus den Glas des Mangin-Fangspiegels aus, durchlaufen die Korrektionslinse und werden durch die Bohrung des Hauptspiegels zum Okular geführt. 
Das Klevtsov-Teleskop weist im Prinzip ähnliche Vorzüge auf wie ein Maksutov-Teleskop. Wegen der kleineren Korrektionslinse ist es jedoch deutlich leichter (und billiger) als ein Maksutov-Teleskop gleicher Öffnung und eignet sich deshalb auch für größere Öffnungen. Ein Vorteil gegenüber dem Maksutov-Teleskop und ähnlichen katadioptrischen Systemen besteht in dem vorn offenen Tubus. Hierdurch werden thermische Probleme (Temperaturanpassung von Spiegel und Korrektor an die Außenluft, Konvektion im Tubus) minimiert. Nachteilig ist jedoch, dass das Korrektionselement mit besonderer Präzision gefertigt und justiert werden muss, da sich optische Fehler wegen des zweimaligen Strahlendurchgangs und aufgrund seiner geringen Größe stärker auswirken. Ein weiterer Nachteil besteht darin, dass Sekundärspiegel und Korrektor von Streben gehalten werden müssen, da im vorderen Teil des Tubus kein Glaselement die volle Öffnung einnimmt; dies führt zu Bildartefakten durch Lichtbeugung an den Streben.

## Ähnliche Varianten
- Robert J. Magee hat ein System vorgeschlagen, bei dem der Korrektor aus einer mit dem Mangin-Spiegel verkitteten Linse besteht.[1]
- Ralph W. Field beschreibt ein Teleskop, das einen meniskusförmigen Korrektor vor einen gewöhnlichen Sekundärspiegel setzt.[2]